# Lahmiomyces piceae
Lahmiomyces piceae är en svampart som beskrevs av Cif. & Tomas. 1954. Lahmiomyces piceae ingår i släktet Lahmiomyces och familjen Patellariaceae.   Inga underarter finns listade i Catalogue of Life.